# 塞斯納208

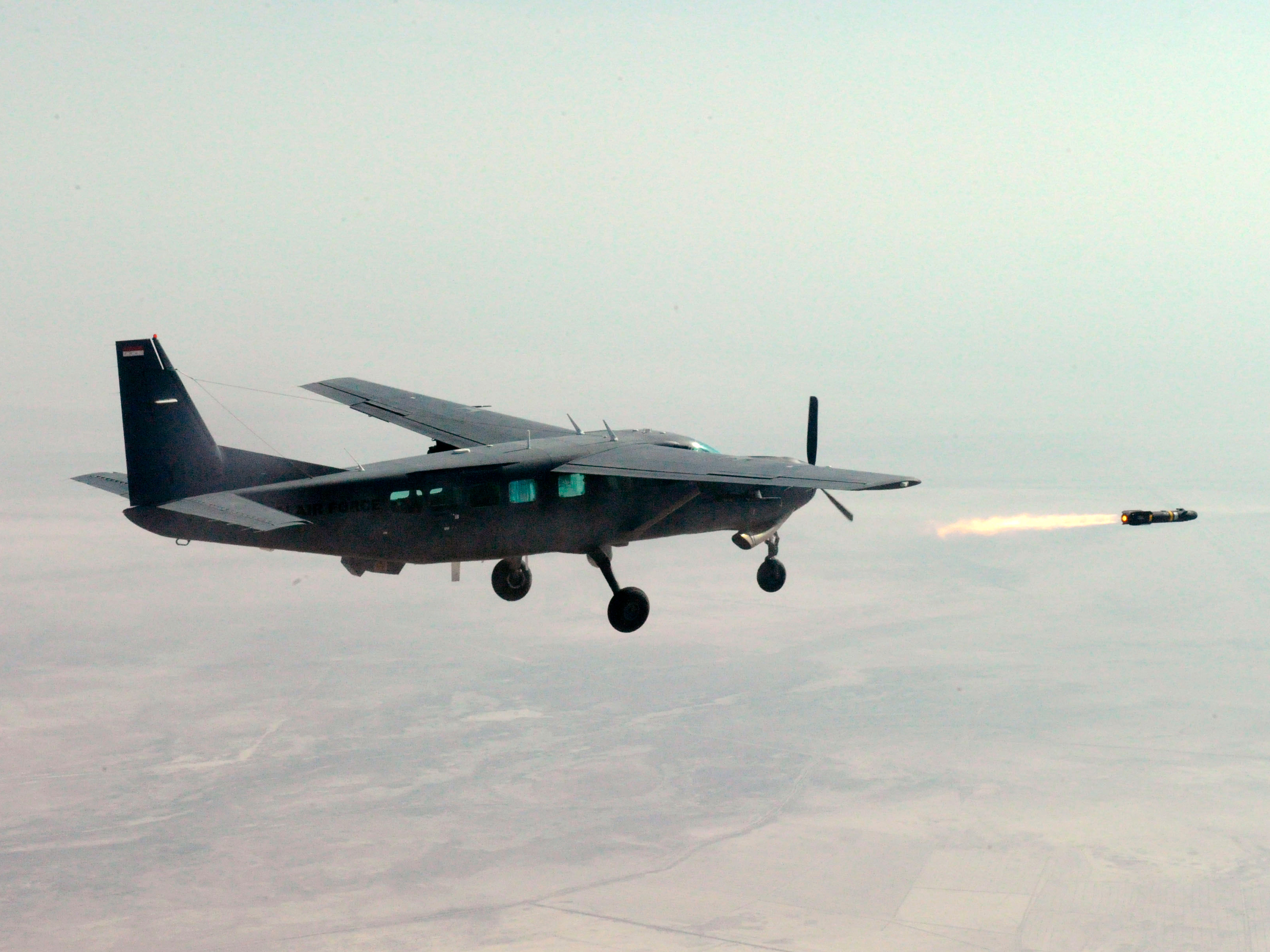
伊拉克空軍改裝的AC-208發射地獄火

西斯納208（Cessna 208）為塞斯納飛行器公司於1984年所生產的一種以渦輪螺旋槳發動機所驅動的航空器。是一種多用途型的小型航空器，被廣泛運用於軍事、貨運、民航等方面。

## 簡介
西斯納208為塞斯納飛行器公司所製造的商用飛機系列之一，於1982年12月開始執行為期兩年的飛行測試與認證，並於1987年獲得美國聯邦航空局的認證。在獲得許可之後，西斯納208便經歷了一系列的修改，並衍生出不同的機型，由最初的Cessna 208演變為專為貨運所設計的Cessna 208 Cargomaster，並衍生出The Super Cargomaster，而其客用版和The Grand Caravan則是由The Super Cargomaster再衍生出的機種。西斯納208以優良的適應能力著稱，塞斯納飛行器公司提供了不同的起落架安裝模式，使得西斯納208能適應不同的地形，甚至衍生出了水上版本。而西斯納208於近期也不斷的於內裝做改良，塞斯納飛行器公司於2008年8月將 Garmin G1000玻璃儀錶板列為西斯納的標準配備。

## 衍生型號

### 民用

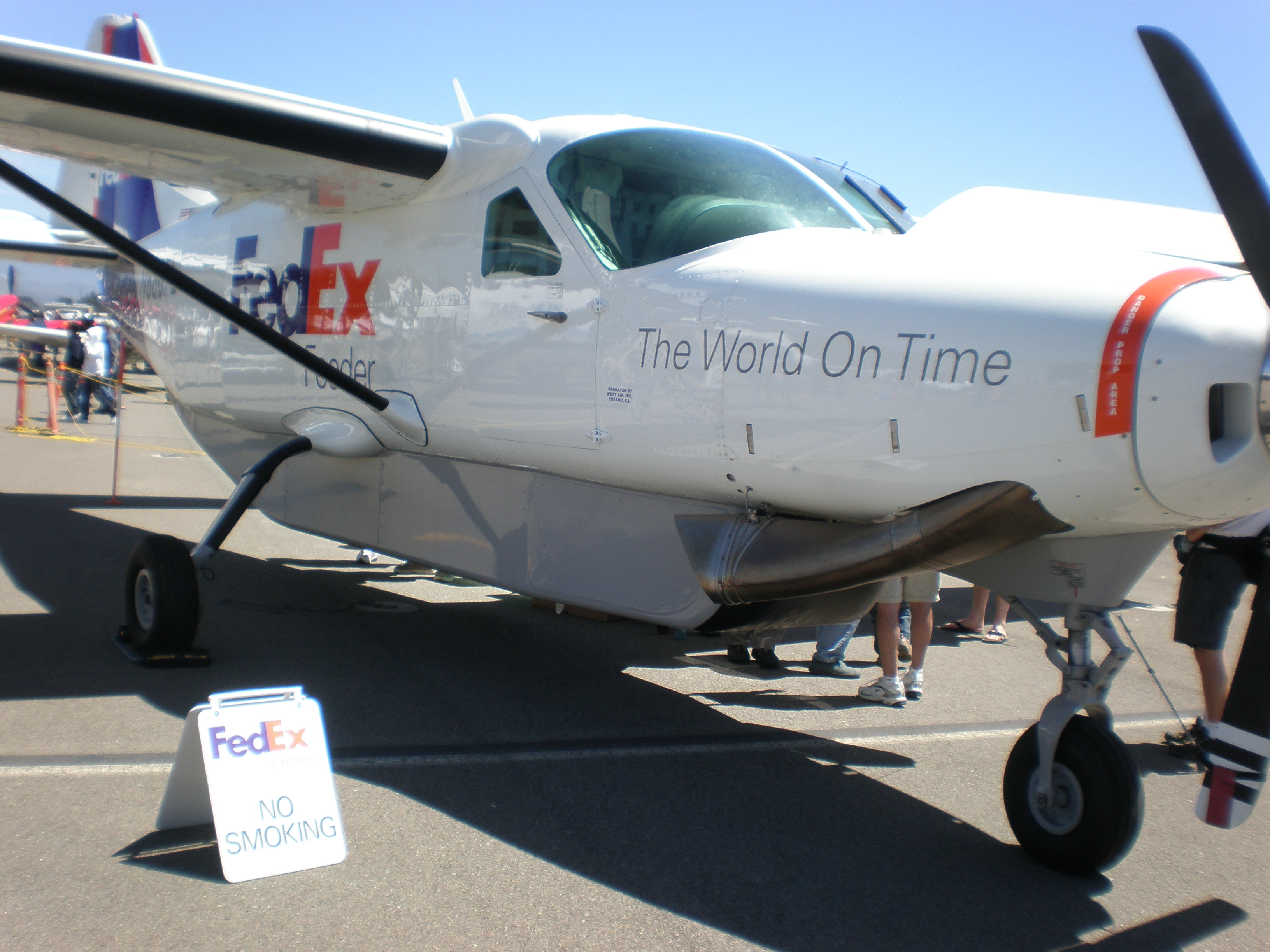
美國聯邦快遞為塞斯納飛行器公司貨運系列飛機最主要操作者

- 208A Caravan I 為西斯納208系列最初版本, 已漸漸的汰換。
- 208A Caravan 675 為現今生產的西斯納208基本款，配備 PT6A-114A 發動機。
- 208A Cargomaster 與FedEx聯邦快遞共同研發的貨運版本。FedEx聯邦快遞並於研發後訂購了40架。
- 208B Grand Caravan 為 Caravan I 的延長版，加長了4英尺（1.2）。並配備 PT6A-114A（英语：Pratt & Whitney Canada PT6） 發動機
- 208B Super Cargomaster 為208A Cargomaster衍生版本。FedEx聯邦快遞並於研發後訂購了260架。
- Caravan Amphibian 為西斯納208系列中的水上版本，配備 Wipaire 8000 floats，主要用於水上起降，而Caravan Amphibian也可以於陸上操作
- Soloy Pathfinder 21（英语：Soloy Pathfinder 21） 為西斯納208系列中的雙引擎版本，由 Soloy Corporation 所開發，備有兩具 PT6D-114A 驅動的單渦輪螺旋槳飛機，而機翼也加長了 70-英寸（1,800-） [1]

### 軍用

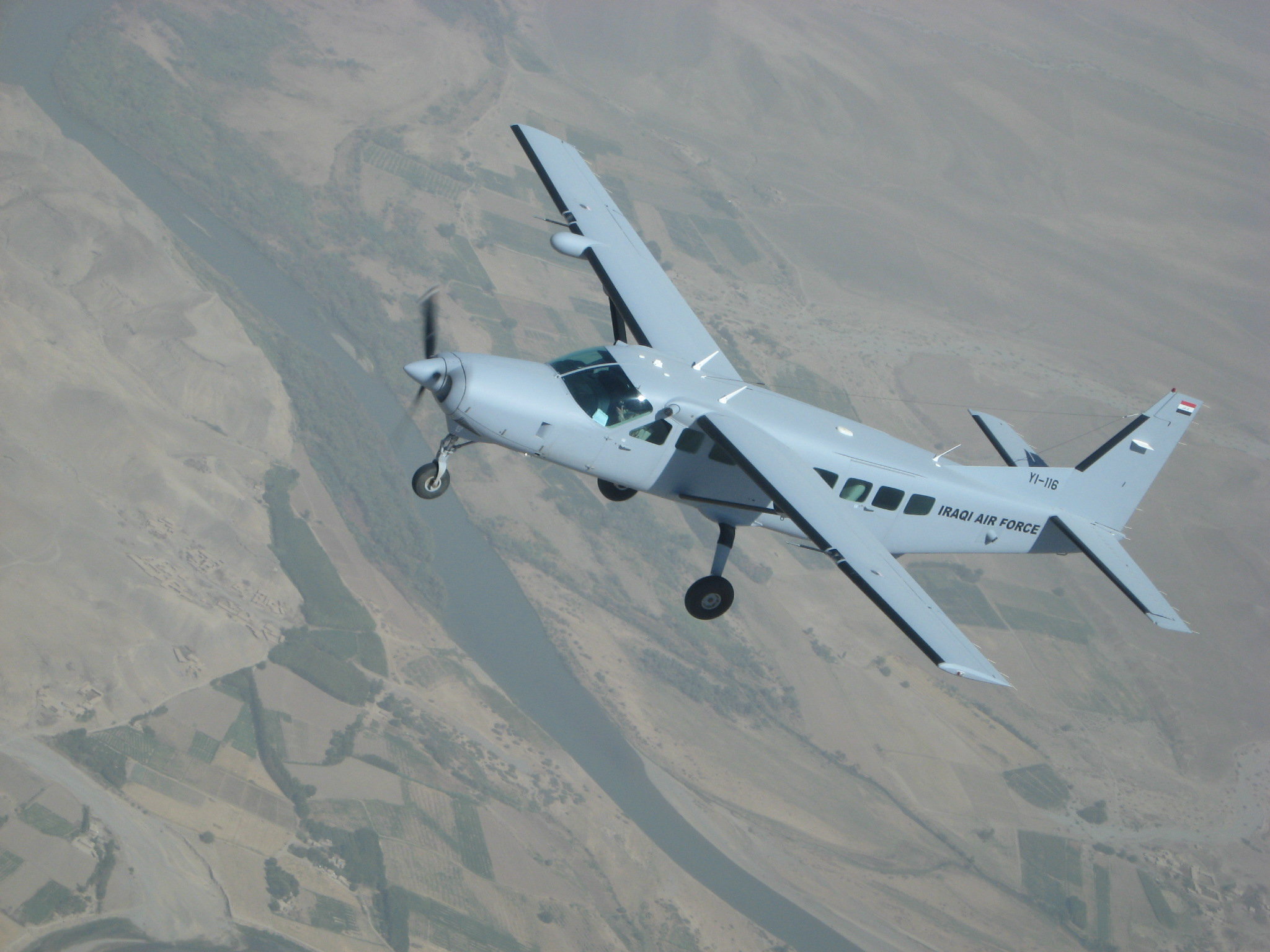
伊拉克空軍所使用的C-208

- U-27A 為西斯納208系列中的軍事版本
- C-98 為巴西空軍所使用
- C-16 為美國空軍所使用的，來執行中美洲救援用途，因為抗打擊能力不足被否決
- AC-208 "Combat Caravan" 被用於黎巴嫩和伊拉克軍隊，配備地獄火飛彈[2][3]
- C-208B EX情報監視偵察機[4]

## 性能規格 (208B Grand Caravan EX)
参考资料：塞斯纳德事隆 
基本信息
- 机组：一至二
- 容量：13
- 展弦比：9.555
- 翼型：NACA 23000 系列
- 燃料容量：335.6加侖/2246磅
- 螺旋桨：3桨叶McCauley（英语：McCauley Propeller Systems） Constant speed, full feathering, reversible pitch，8.8英尺106英寸（5.37）直径

性能
航電

- Garmin G1000（英语：Garmin G1000） with GFC700 integrated digital automatic flight control system

## 外部連結
- Official Cessna Caravan website
- Cessna 208 （页面存档备份，存于） - Technical Data